# Elemelnevezési vita
Elemelnevezési vita, angolul Element naming controversy a neve annak a vitának, amely az amerikai, német és szovjet tudományos kutató névadó bizottságok, valamint a nemzetközi kémiai névadó szervezet IUPAC között a hatvanas években kezdődött, és amely egyes újonnan felfedezett transzurán elemek elnevezését illette. A transzurán elemek annyiban különböznek a többitől, hogy természetes állapotban nem találhatók, mindegyiket mesterségesen, emberi közreműködéssel állították elő. A valóságban nem közvetlenül az uránt, vagyis a 92-es rendszám után következő elemek nevén volt a vita, hanem a fermiumnál, a 100-as rendszámúnál újabb elemeknél, ami miatt a vitát egyesek transzfermium háborúnak is becézik.[forrás?]

## A vita eredete
Megegyezés szerint újonnan felfedezett elemek elnevezési jogával azok felfedezője rendelkezik, de a névadók ellenzik újonnan felfedezett elemek életben levő személyek neve után való elnevezését.[forrás?] Az amerikai és szovjet kutatók között a hatvanas években kezdődött a vita a 104-es, 105-ös és 106-os rendszámú elemek elnevezésével kapcsolatban, mert mindkét csoport magának tulajdonította ezek felfedezését, és így azok elnevezési jogát. Mindkét csoport más nevet adott a 104-es és 105-ös elemnek, elvetve a másik csoport által adott nevet. Az amerikaiak a 107-es elemet seaborgiumnak nevezték el G. T. Seaborg amerikai kémikusról, de a szovjet kutatók ellenvetésére, azon megokolással, hogy ő a névadáskor még életben volt, a IUPAC a javaslatot elvetette. Einstein is meg Fermi is életben volt még az einsteinium és a fermium nevek javaslata idején, de a javaslat titok volt a hidegháború körülményei között. Az SzSzKSz a 104-es elemet kurcsatóviumnak akarta nevezni Igor Kurcsatovról, aki a szovjet atombomba tervezője-kivitelezője volt, de emiatt az amerikaiak a nevet ellenezték.

## A vita hivatalos résztvevői
A két fő ellenfél:
- az amerikai csoport: Lawrence Berkeley Laboratory és
- az orosz csoport: Dubnai Egyesített Atomkutató Intézet (angolul: Joint Institute for Nuclear Research, JINR; oroszul: Объединённый институт ядерных исследований, ОИЯИ)

A bíráló hatóság: IUPAC.
A 107-es és a 109-es elem feltalálója vitathatatlanul német volt, de egy német csoportot is belevontak a vitákba, amikor a bizottság azt javasolta, hogy az amerikaiak által eredetileg a 105-ös elemre javasolt hahnium nevet a 108-as elem kapja meg.
Megjegyzés: Az elemek pontos magyar neve eltérhet az itteni cikk táblázataiban használt angol nevektől, de a vita eredményeként adott nevek magyar változata az utolsó, összefoglaló táblázatban meg van adva.
| Csoport  | Rendszám | Név           | Névadó            |
| -------- | -------- | ------------- | ----------------- |
| Amerikai | 104      | rutherfordium | Ernest Rutherford |
| Amerikai | 105      | hahnium       | Otto Hahn         |
| Amerikai | 106      | seaborgium    | Glenn T. Seaborg  |
| Szovjet  | 104      | kurchatovium  | Igor Kurcsatov    |
| Szovjet  | 105      | nielsbohrium  | Niels Bohr        |

### Darmstadt
A német csoport általi javaslatok a 107, 108, 109 rendszámú elemekre:
| Rendszám | Név          | Névadó              |
| -------- | ------------ | ------------------- |
| 107      | nielsbohrium | Niels Bohr          |
| 108      | hassium      | Hessen, Németország |
| 109      | meitnerium   | Lise Meitner        |

### IUPAC
A IUPAC szervetlen kémia nevezéktani bizottsága 1994-ben a következő neveket javasolta:
| Rendszám | Név           | Névadó                |
| -------- | ------------- | --------------------- |
| 104      | dubnium       | Dubna, Oroszország    |
| 105      | joliotium     | Frédéric Joliot-Curie |
| 106      | rutherfordium | Ernest Rutherford     |
| 107      | bohrium       | Niels Bohr            |
| 108      | hahnium       | Otto Hahn             |
| 109      | meitnerium    | Lise Meitner          |

Ez a javaslat az orosz–amerikai vitát próbálta megoldani a vita tárgyául szolgáló elemek nevének az orosz és az amerikai javaslatok közötti megosztásával, a 104-es rendszámú elemet a szovjet Egyesített Atomkutató Intézet székhelye, Dubna után nevezve el, a 106-os rendszámú elem elnevezésére pedig nem használva az amerikai Seaborg nevét.

## A IUPAC javaslatra tett ellenvetések
Az American Chemical Society (röviden ACS) vagyis amerikai kémiai társaság tiltakozott a IUPAC javaslat ellen azon az alapon, hogy az amerikai csoportnak vitathatatlanul kizárólagos, tetszés szerinti joga volt a 106-os rendszámú elem megnevezéséhez. A IUPAC bizottság úgy határozott, hogy a 106-os elem elnevezését az amerikaiak az oroszokkal közösen döntsék el, de a dubnai csoportnak nem volt javaslata.
Hasonlóképpen a német csoportnak az amerikai csoport javaslata ellen volt kifogása: nem akarták, hogy a 108-as rendszámú elem „hahnium” legyen, mert azt nem Hahn fedezte fel.
Ezenkivül az American Chemical Society ragaszkodott, hogy a 104-es és 105-ös elemeket rutherfordiumnak illetve hahniumnak nevezzék, azzal érvelve, hogy már számos amerikai könyv ezeket a neveket használta.

## Megoldás
Végül is 1997-ben a Genfben a IUPAC 39-ik Általános Közgyűlése a következő elnevezésekben állapodott meg:
104 - rutherfordium, vagyis raderfordium
105 - dubnium
106 - seaborgium, vagyis sziborgium
107 - bohrium
108 - hassium, vagyis hasszium
109 - meitnerium, vagyis meitnérium
Így a felfedezői nevezőjog a 106-os és 109-es rendszámok között sértetlen maradt, azzal a kivétellel, hogy a 107-es elem nem nielsbohrium, hanem egyszerűbben bohrium lett, mert a megegyezés a nevezőnek kizárólag a családnevére vonatkozik. A vita tárgyaként szolgáló két, 105-ös és 106-os elemek elnevezése pedig megosztódott.

## Összefoglalás
A periódusos rendszer 1997 óta érvényes magyar neveivel együtt
| Rendsz | Rendszeres    | Amerikai      | Orosz        | Német        | IUPAC 94      | IUPAC 97      | Magyar név   |
| ------ | ------------- | ------------- | ------------ | ------------ | ------------- | ------------- | ------------ |
| 104    | unnilkvadium  | rutherfordium | kurchatovium | —            | dubnium       | rutherfordium | raderfordium |
| 105    | unnilpentium  | hahnium       | nielsbohrium | —            | joliotium     | dubnium       | dubnium      |
| 106    | unnilhexium   | seaborgium    | —            | —            | rutherfordium | seaborgium    | sziborgium   |
| 107    | unnilszeptium | —             | —            | nielsbohrium | bohrium       | bohrium       | bohrium      |
| 108    | unniloktium   | —             | —            | hassium      | hahnium       | hassium       | hasszium     |
| 109    | unnilennium   | —             | —            | meitnerium   | meitnerium    | meitnerium    | meitnérium   |

## Fordítás
- Ez a szócikk részben vagy egészben az Element naming controversy című angol Wikipédia-szócikk fordításán alapul.  Az eredeti cikk szerkesztőit annak laptörténete sorolja fel. Ez a jelzés csupán a megfogalmazás eredetét és a szerzői jogokat jelzi, nem szolgál a cikkben szereplő információk forrásmegjelöléseként.

## Külső hivatkozások
- Inzelt György: Küzdelem az elemek elnevezéséért Archiválva 2009. december 26-i dátummal a Wayback Machine-ben
- Elementymology & Elements Multidict
- Picture of a Seaborgium card autographed by Seaborg